# Кампо Мескитиљо Сегундо (Кулијакан)
Кампо Мескитиљо Сегундо (шп. Campo Mezquitillo Segundo) насеље је у Мексику у савезној држави Синалоа у општини Кулијакан. Насеље се налази на надморској висини од 16 м.

## Становништво
Према подацима из 2010. године у насељу су живела 4 становника.

### Хронологија
| Година       | 2000             | 2005        | 2010 |
| ------------ | ---------------- | ----------- | ---- |
| Становништво | 1145 (573 / 572) | 24 (15 / 9) | 4    |

### Попис
| # | Индикатор                     | Вредност |
| - | ----------------------------- | -------- |
| 1 | Укупно домаћинстава           | 1        |
| 2 | Укупно насељених домаћинстава | 1        |
| 3 | Величина локације             | 1        |